# Landry Shamet
Landry Michael Shamet (ur. 13 marca 1997 w Kansas City) – amerykański koszykarz, występujący na pozycji rzucającego obrońcy, od 2023 zawodnik Washington Wizards. 
8 stycznia 2019 ustanowił punktowy rekord kariery. W wygranym 132-115 meczu przeciwko Washington Wizards. Zdobył 29 punktów, trafiając 5 z 5 rzutów osobistych oraz 8 z 14 rzutów za 3 punkty (rekord trafionych rzutów trzypunktowych w jednym meczu dla Philadelphia 76ers należy do Dana Barrosa z 1995 i wynosi 9). 
6 lutego 2019 trafił w wyniku wymiany do Los Angeles Clippers.
19 listopada 2020 trafił w wyniku wymiany do Brooklyn Nets. 6 sierpnia 2021 został wytransferowany do Phoenix Suns. 24 czerwca 2023 dołączył do Washington Wizards na skutek transferu.

## Osiągnięcia
Stan na 4 października 2023, na podstawie, o ile nie zaznaczono inaczej.
NCAA
- Uczestnik rozgrywek:
  - II rundy turnieju NCAA (2016, 2017)
  - turnieju NCAA (2016–2018)
- Mistrz:
  - turnieju konferencji (MVC – 2017)
  - sezonu regularnego MVC (2016, 2017)
- Najlepszy pierwszoroczny zawodnik konferencji MVC (2017)
- MVP zespołu Wichita Eagle (2017, 2018)
- Laureat Warren Armstrong Jabali Assists Award (2017, 2018)
- Zaliczony do:
  - I składu:
    - AAC (2018)
    - MVC (2017)
    - najlepszych pierwszorocznych zawodników MVC (2017)
    - najlepszych nowo-przybyłych zawodników MVC (2017)
    - turnieju:
      - AAC (2018)
      - All-Arch Madness Team (2017)
      - MVC (2017)
      - Maui Invitational (2018)

  - III składu All-American (2018 przez USA Today)
  - składu honorable mention All-American (2018 przez Associated Press)

NBA
- Zaliczony do II składu debiutantów NBA (2019)[8]